# 武蔵 -むさし-
『武蔵 -むさし-』は、2019年5月25日に公開の日本映画。宮本武蔵の史実に基づくオリジナルストーリーの時代劇。吉岡清十郎、伝七郎との試合、一乗寺下り松の決闘、鎖鎌、十字槍との戦い、そして巌流島の決闘を描く。
監督は三上康雄、武蔵役に細田善彦、小次郎役に松平健。上海国際映画祭招待作品。

## ストーリー
幼い時に、父の無二斎から徹底的にしごかれた武蔵。意を決して京の吉岡家に挑む。門前払いをくらうが、京の街中に高札を立て挑発。そのころ、京の愛宕山の山道では細川家の沢村大学が修験者として修行中の佐々木小次郎と出会う。
叔父の七左衛門の静止を聞かず、武蔵と戦うことにした吉岡家の長男の清十郎。所司代の板倉勝重、沢村大学の立合いのもと、武蔵と清十郎の試合が行われる。木剣で遠山の構えの清十郎に対して、左腕一本で上段に構える武蔵。肩を打ち砕かれる清十郎。七左衛門は次男の伝七郎を呼び寄せ、洛外蓮嶽寺跡で武蔵と試合を行うが、伝七郎は命を落とす。
ついに、吉岡家は清十郎の子、亦七郎を名目人し、武蔵との決闘をすることに。姉の吟に諭されるが、武蔵は決闘の地、一乗寺下り松へ。数十人の門弟にかこまれた亦七郎。幼子を斬るつもりはなかった武蔵ではあったが、一瞬、背後から斬りかかってくる影に反応し、刺してしまう。それは亦七郎であった。逃げては斬る、斬っては逃げるで、決闘は生き延びた武蔵。
幼子を殺してしまったことを悔やむ武蔵は、百姓家で過ごす。そこでの静かな生活で落ち着きを取り戻しつつあったが、鎖鎌の宍戸に百姓たちは殺される。戦う武蔵。前に進もうとすれば、まわりで人々が亡くなっていく。自我を失った武蔵。しかし、佐々木小次郎との戦いという大きな渦が待ちかまえていた。

## キャスト
武蔵関係
- 新免武蔵：細田善彦（幼少期：カズキ）
- 新免無二斎：須藤正裕
- 吟：遠藤久美子

小次郎関係
- 佐々木小次郎：松平健
- ユキ：水野真紀

吉岡家
- 吉岡七左衛門：清水綋治
- 吉岡清十郎：原田龍二
- 吉岡伝七郎：武智健二
- 吉岡亦七郎：小林郁大
- 大島直治：木之元亮
- 後藤又三：黒木信二
- 平野義平：鈴木有生
- 倫：秋月成美
- 松尾十郎：真木仁
- 武田忠次：勝亦正
- 藤木浩助：太田聡
- 今屋三郎：横山恒平

細川家
- 細川忠興：三上康雄
- 沢村吉重：目黒祐樹
- 長岡興長（筆頭家老）：半田健人

その他
- 板倉勝重（京都所司代）：中原丈雄
- 太木慧道　(禅僧)：若林豪
- 奥蔵院道栄：宗円章浩
- 林泰正：中川邦史郎
- 紀藤一元：大岩匡
- 宍戸：児玉純一
- 小林太郎左衛門：今井耕二
- サエ：瀬戸さおり
- 五郎左：篠田薫

## スタッフ
- 監督・脚本・編集：三上康雄
- 殺陣創案：中村佳夫
- 監督助手・所作：中川邦史朗
- 撮影：江部公美
- 照明：山口晴弘
- 録音：尾崎聡
- 音響効果：伊藤進一
- 津軽三味線指揮：小田島徳旺
- 制作統括：堂庭章
- ポスプロ協力：松竹映像センター
- 協力：小田原市、北九州市、添田町、茨城県 / 東山堂
- ナレーター：増田晋
- 国内配給：アークエンタテインメント
- 海外配給：東映
- 製作：三上康雄事務所